# Barbora Chládková
Barbora Chládková (rozená Pšenčíková, v letech 2008–2013 provdaná Hapalová; * 20. srpna 1979 Praha) je česká figurální sochařka.
Vystudovala Akademii výtvarných umění v Praze (2000–2007), nejdříve v ateliéru restaurování sochařských děl u Petra Siegela a posléze v letech 2002 až 2007 u profesora Jana Hendrycha v ateliéru figurálního sochařství a medaile. Během studií absolvovala pobyt na Accademia di Belle Arti di Carrara v rámci výměnného pobytu Erasmus. Je lektorkou seminářů osobního rozvoje Principy života. Od roku 2011 je členkou Spolku výtvarných umělců Mánes. Od roku 2016 je členkou Spolku sochařů České republiky. Učila také modelování na soukromé mezinárodní vysoké škole architektury Architectural Institute In Prague (ARCHIP).